# بيرون (آن)
بيرون (بالفرنسية: Péron)‏ هي بلدية فرنسية تقع في إقليم الأين في فرنسا. رمز إنسي لها هو:1288. أما الرمز البريدي لها فهو: 1630.
بيرون شاعر إنكليزي